# Hybothorax
Hybothorax is een geslacht van vliesvleugeligen uit de familie bronswespen (Chalcididae). De wetenschappelijke naam van dit geslacht is voor het eerst geldig gepubliceerd in 1844 door Ratzeburg.

## Soorten
Het geslacht Hybothorax omvat de volgende soorten:
- Hybothorax graffii Ratzeburg, 1844
- Hybothorax palparicida Boucek, 1974